# Dempster-Skokie (Metro de Chicago)
Dempster-Skokie es una estación en la línea Amarilla del Metro de Chicago. La estación se encuentra localizada en 5005 West Dempster Street en Skokie, Illinois. La estación Dempster-Skokie fue inaugurada el 28 de marzo de 1925.  La Autoridad de Tránsito de Chicago es la encargada por el mantenimiento y administración de la estación.

## Descripción
La estación Dempster-Skokie cuenta con 2 plataformas laterales y 4 vías. La estación también cuenta con 441 de espacios de aparcamiento.

## Conexiones
La estación es abastecida por las siguientes conexiones de autobuses: 
- Rutas del CTA Buses
- #54A North Cicero/Skokie Blvd.
- #97 Skokie

Pace Buses
- #250 Dempster Street
- #626 Skokie Valley Limited